# Усмангали

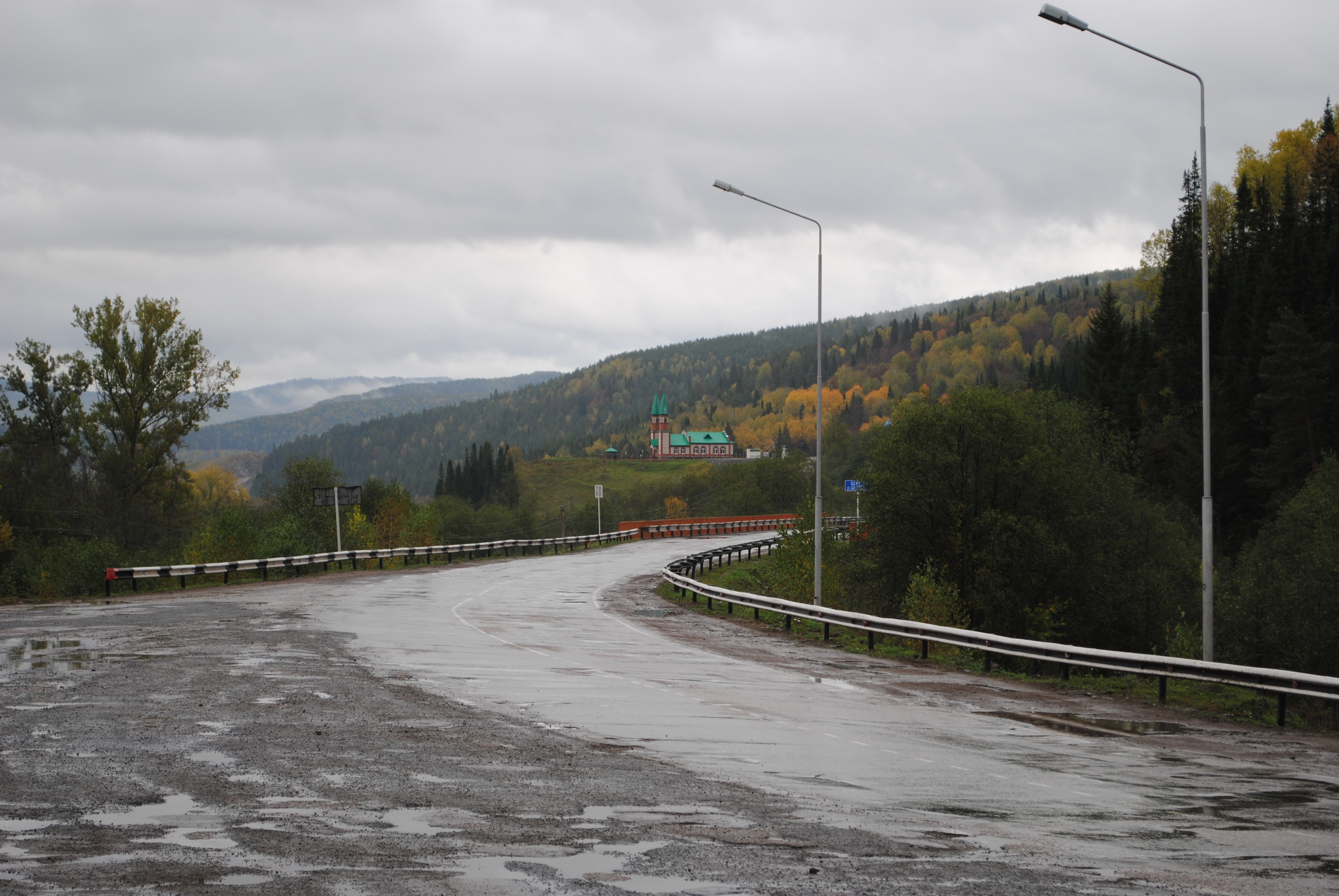
Мечеть в Усмангали

Усмангали́ (баш. Уҫманғәле) — село в Белорецком районе Республики Башкортостан России. Входит в состав Инзерского сельсовета.

## География

### Географическое положение
Находится на берегу реки Большой Инзер.
Расстояние до:
- районного центра (Белорецк): 101 км,
- центра сельсовета (Инзер): 4 км,
- ближайшей ж.-д. станции (Инзер): 5 км.

## История
Название происходит от личного башкирского имени Усмангали (Уҫманғәле).

## Население
| 2002 | 2009 | 2010 |
| ---- | ---- | ---- |
| 374  | ↗432 | ↘404 |

Национальный состав
Согласно переписи 2002 года, преобладающая национальность — башкиры (98 %)

## Религия
В селе есть мечеть Ибрагим ва Хамза.